# مگنا اشتایر
مگنا اشتایر (انگلیسی: Magna Steyr) شرکت خودروسازی اتریشی است، که در زمینه ساخت قطعات خودرو فعالیت می‌کند. این شرکت در سال ۲۰۰۱ توسط گروه مگنا تأسیس شد.